# Rebecca Chambers
Rebecca Chambers je izmišljeni lik iz japanskog horor serijala videoigara Resident Evil. Protagonist je u Resident Evil 0.

## Životopis
Rebecca Chambers je nova pripadnica Bravo ekipe S.T.A.R.S.-a. Poslana je u gorje Arklay istražiti bizarna ubojstva. Nakon što im helikopter prisilno sleti, nailazi na vlak napadnut virusom (Resident Evil 0). Udružuje snage s Billyom Coenom, krivo osuđenim ratnim veteranom, kako bi došli na sigurno. Nakon što vlak izleti s tračnica, zavše u velikoj kući (koja je ustvari Umbrellin Trening Centar). Riješiviši zagonetke, uspiju pobjeći i uništiti centar. Nakon toga, Billy odlazi na slobodu, a Rebecca u obližnji ljetnikovac.
Nakon što pomogne Chrisu Redfieldu u RE 1, odlazi raditi za BSAA, te tako sudjeluje u još 2 incidenta s virusom.